# Refractory Obdurate
Refractory Obdurate è il decimo album in studio del gruppo musicale Woven Hand, pubblicato nel 2014.
Uscito a due anni di distanza dal precedente The Laughing Stalk, mostra sonorità meno limpide e più scure. L'utilizzo delle chitarre è sempre meno rilevante, fatta eccezione come la traccia King David.

## Tracce
Tutte le canzoni scritte da David Eugene Edwards, tranne quelli indicati.
1. Corsicana Clip – 4:47
2. Masonic Youth – 3:39
3. The Refractory – 4:53
4. Good Shepherd – 4:00
5. Salome – 5:19
6. King David – 4:47
7. Field of Hedon" – 3:33
8. Obdurate Obscura (Edwards, Chuck French) – 5:20
9. Hiss – 3:53
10. El-Bow (Edwards, French, Ordy Garrison, Neil Keener) – 2:42

## Formazione

### Musicisti del gruppo
- David Eugene Edwards, voce, chitarra
- Ordy Garrison, batteria
- Chuck French, chitarra
- Neil Keener, basso

### Produttori
- Colin Jordan - mastering
- Sanford Parker - assistente tecnico, mix

### Designer
- Jacob Bannon - design
- Neil Keener - grafica